# 10348 Поелхау
10348 Поелхау (10348 Poelchau) — астероїд головного поясу, відкритий 29 квітня 1992 року.
Тіссеранів параметр щодо Юпітера — 3,573.